# Antoni Kasprowicz

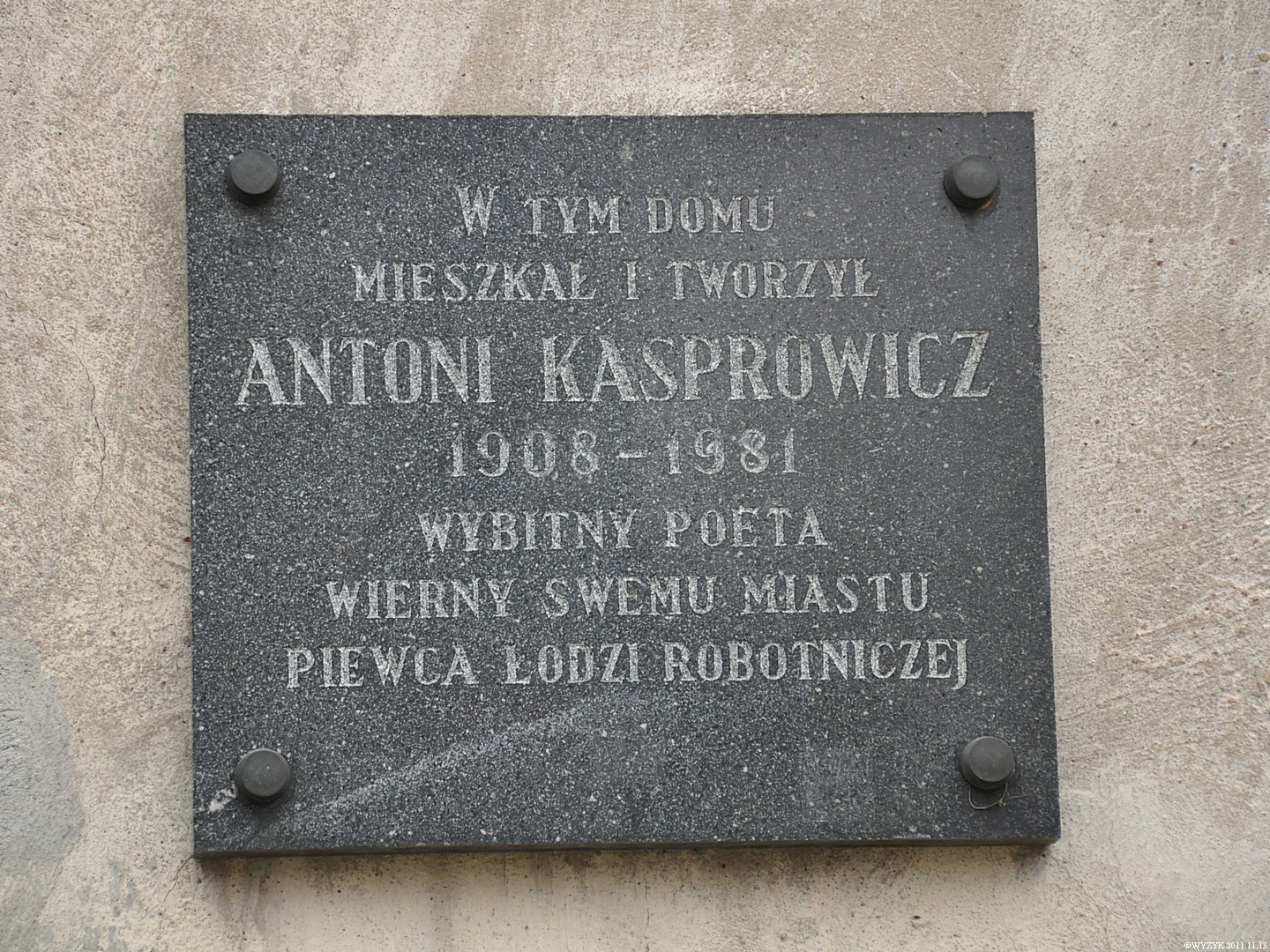
Tablica upamiętniająca Antoniego Kasprowicza na budynku przy ul. Lokatorskiej 11 w Łodzi

Antoni Kasprowicz (12 kwietnia 1908 w Łodzi, zm. 16 grudnia 1981) – polski poeta i prozaik, autor tekstów o tematyce robotniczej.

## Życiorys
Kasprowicz wychował się na widzewskim osiedlu Szlezyng (Ślązaki). Pochodził z rodziny robotniczej – jego rodzice byli tkaczami. Kasprowicz ukończył 4 klasy szkoły powszechnej. W młodym wieku podejmował się dorywczych prac takich jak: goniec, pomocnik malarza, rysownik w ekipach wykopaliskowych Muzeum Archeologicznego jednocześnie samodzielnie nadrabiając materiał z podręczników szkolnych co pozwoliło mu na zostanie uczniem wieczorowego Gimnazjum Handlowego.
W latach 20. XX w. Kasprowicz pisał reportaże, popularyzatorskie szkice (m.in. o Adamie Mickiewiczu, Adamie Asnyku i Marii Konopnickiej). W 1927 został opublikowany jego pierwszy wiersz w czasopiśmie „Hasło Łódzkie”. W latach 20. XX w. opublikował również cykl reportaży: „Tydzień w życiu bezrobotnego”, „Tkacze”, „Dzielnica”, „Strycharze”. W 1935, dzięki mecenatowi Mieczysława Jastruna opublikował debiutancki tom wierszy „Słońce za murem”. W 1937 opublikował drugi tom „Chwasty płonące”, a w 1939 trzeci – „Flet czarodziejski”. W 20-leciu międzywojennym był również uczestnikiem wieczorów poetyckich oraz autorem audycji radiowych reżyserowanych przez Jerzego Ronarda Bujańskiego, takich jak: „Podróże w inny świat” (1936), „Kiepskie czasy” (1936), „Niesiemy pomoc, węgiel i chleb” (1936), a także „Wesele na przedmieściu” (1937). Ponadto bywał zaangażowany był w protesty robotnicze oraz pracował dorywczo jako urzędnik w Wojewódzkim Biurze Funduszu Pomocy Bezrobotnym.
31 sierpnia 1939 został prewencyjnie aresztowany. Uciekł po kilku dniach w trakcie bombardowania gdy był przewożony pociągiem do Berezy Kartuskiej. Następnie wraz z grupą uciekinierów został schwytany przez Niemców i wysłany na roboty przymusowe w Prusach Wschodnich, do Konzentrationslager Memel w Kłajpedzie. Pod koniec wojny uciekł do Wilna, gdzie podjął pracę nauczyciela w progimnazjum, a następnie powrócił do wyzwolonej Łodzi, gdzie podjął pracę kierownika wydziału propagandy w rozgłośni Polskiego Radia, a następnie inspektora w Centrali Tekstylnej i inspektora w Stowarzyszeniu Autorów ZAiKS.

W 1957 opublikował tom poezji pt. „Poemat Łódzki”, który został doceniony m.in. przez Władysława Broniewskiego, opisując go w następujący sposób: 

Oto zadatek eposu łódzkiego. Nie podołał mu Reymont ani Tuwim. Drapieżny i miejscami piękny wiersz Kasprowicza powinien sięgać po wielką dla niego szansę stworzenia „posągu pracy” – Łodzi w jej historii i trwaniu.

W latach 60 i 70. XX w. Kasprowicz opublikował szereg tomików wierszy oraz prozy: „Wiersze wybrane” (1961) „Złodzieje owoców” (1964), „Pod kwitnącym kasztanem” (1966), „W cieniu Oriona” (1967), „Dzielnica plebejuszów” (1971), „Opowiadania łódzkie” (1972), „Ich dzień powszedni” (1977). Zmarł 16 grudnia 1981.

## Tematyka utworów
Antoni Kasprowicz w swojej poezji poruszał tematykę biedy, bezrobocia, pracy tkaczy, życia ubogiej warstwy żydowskiej, starć robotników z policją. Ukazywał łódzkich fabrykantów jako dręczycieli. Kasprowicz w swoich dziełach używał m.in. określeń gwarowych – z czasem miał zostać zmuszony do zaprzestania korzystania z gwary, co miało wynikać z polityki państwa polskiego w okresie PRL-u, która promowała poprawność językową.

## Nagrody i odznaczenia
- Złoty Krzyż Zasługi (1964)[6],
- Nagroda Miasta Łodzi za całokształt twórczości i działalności literackiej (1976)[7],
- Medal 30-lecia Polski Ludowej,
- Krzyż Kawalerski Orderu Odrodzenia Polski,
- Nagroda Towarzystwa Przyjaciół Łodzi[1].

## Upamiętnienie
Oddział Łódzki Związku Literatów Polskich ufundował tablicę upamiętniającą Antoniego Kasprowicza. Została wmurowana w ścianę budynku ul. Lokatorskiej 11 w Łodzi na osiedlu Towarzystwa Spółdzielczego „Lokator”, gdzie Kasprowicz mieszkał. Tablica zawiera treść:

W tym domu mieszkał i tworzył Antoni Kasprowicz – 1908–1981 – wybitny poeta i wierny swemu miastu piewca Łodzi robotniczej.